# Clan Gunn

Emblema - Clan Gunn

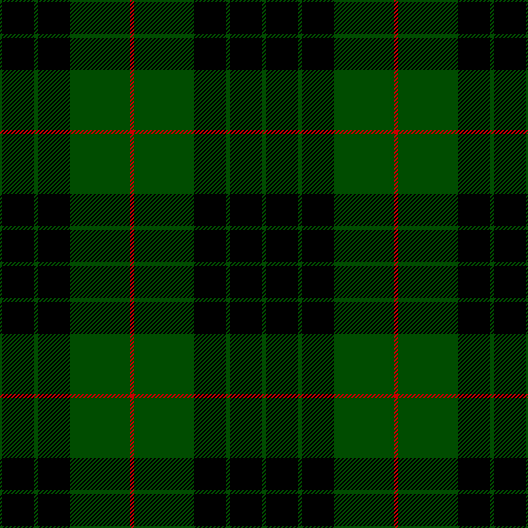
Clanngvn tartán, publicado en 1842 en Vestiarium Scoticum.

El Clan Gunn (en gaélico escocés: Na Guinnich) es un clan escocés de las Highlands, asociado con tierras en el noreste de Escocia, incluyendo Caithness, Sutherland y, sin duda, las Islas Orkney. El clan Gunn es uno de los más antiguos clanes de Escocia, siendo descendientes de los nórdicos Jarls de Orkney y la pictos Mormaers de Caithness.

## Historia

### Orígenes tradicionales

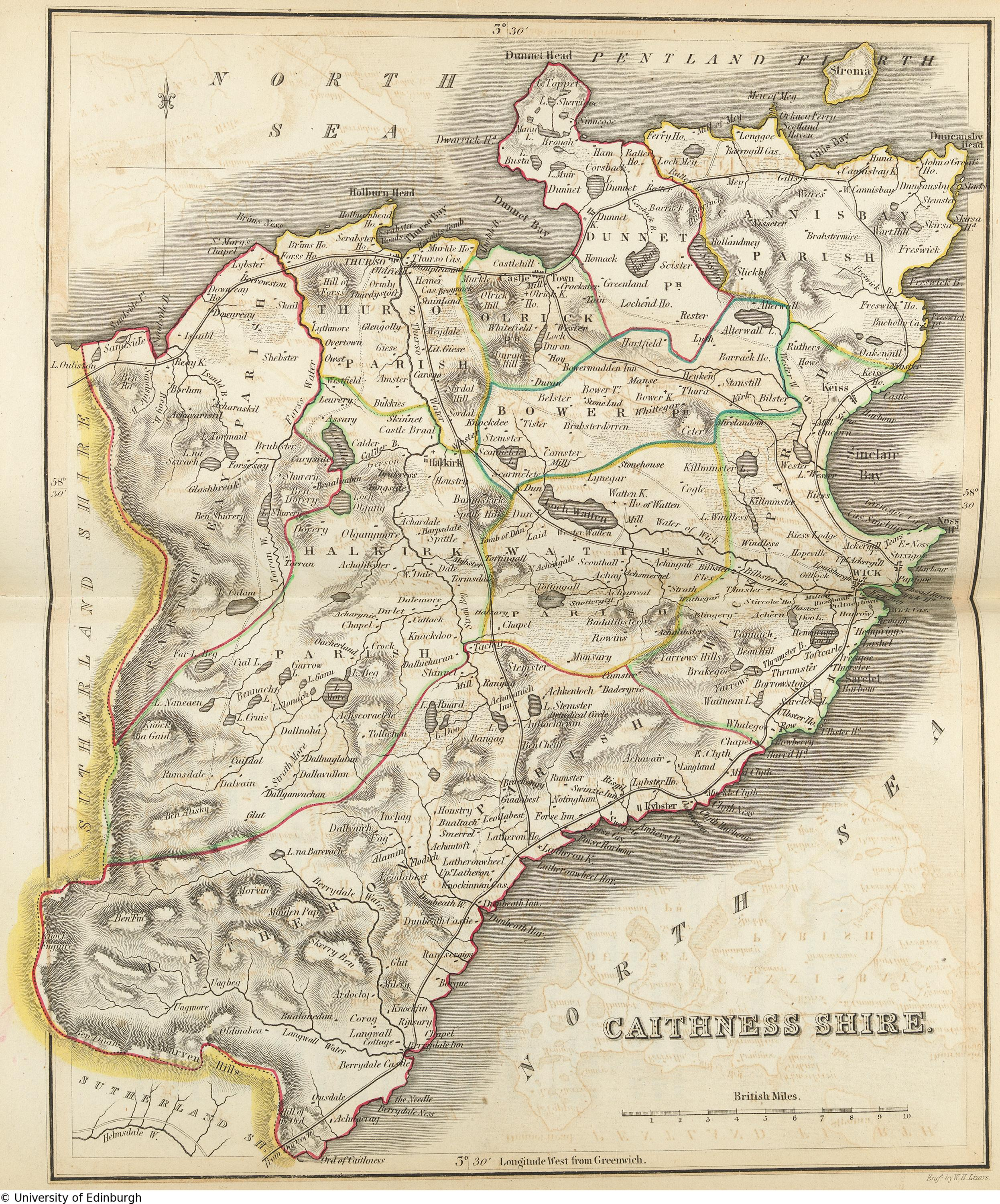
CAITHNESS Mapa

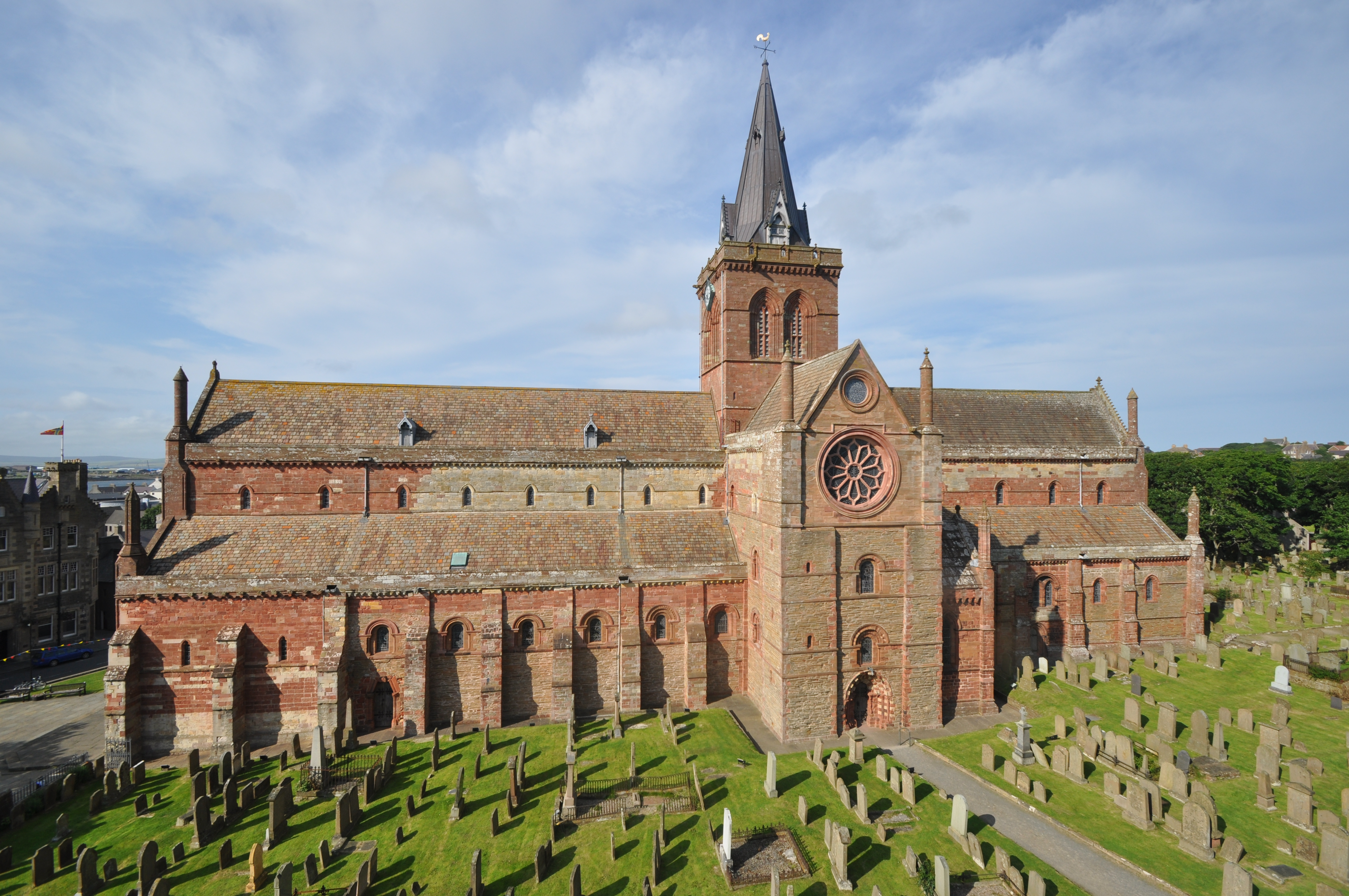
St Magnus Cathedral, Kirkwall

El origen tradicional del Clan Gunn es que el progenitor del clan era un Gunni que llegó a Caithness a fines del siglo XII, cuando su esposa, Ragnhild, heredó las propiedades de su hermano, Harald Maddadsson, jarl de Orkney. Su esposa descendía de St Ragnvald, que fue el fundador de la Catedral de St Magnus en Kirkwall, Orkney. Gunni, cuyo nombre significaba guerra, supuestamente descendía de aventureros vikingos y su abuelo era Sweyn Asleifsson, quien murió en una incursión en Dublín en 1171. Smibert sin embargo establece que los Gunns eran de origen gaélico. Se puede encontrar más información sobre los orígenes nórdicos de Clan Gunn en un artículo escrito por Michael James Gunn, citando A Genealogical History of The Earldom of Sutherland de Sir Robert Gordon del siglo XVII: "Sir Robert Gordon, en la investigación de genealogías para su trabajo entrevistó a muchos  

Escudo de los Keith

de los jefes de familia en Sutherland, entre ellos Alexander Gunn de Kilearnan y Navidale, 4th Mackeamish, que murió en 1655. De él supo que la familia de Mackeamish se llama Clan Gunn de un ancestro llamado Gunn, que dicen pudo haber sido amigo del rey de Dinamarca, y vino de Dinamarca hacía muchos años y se estableció en Catteynes. La importancia de esta afirmación queda clara cuando se recuerda que, en tiempos de Sir Robert Gordon, los reinos de Dinamarca y Noruega se unieron bajo el Corona danesa. Sin embargo, los antiguos senáxilos gaélicos describieron a los Gunn como Lochlainnach, o noruegos, no daneses, porque en el momento de la llegada de sus antepasados a Orkney y Caithness Norwa y fue un reino separado y no 

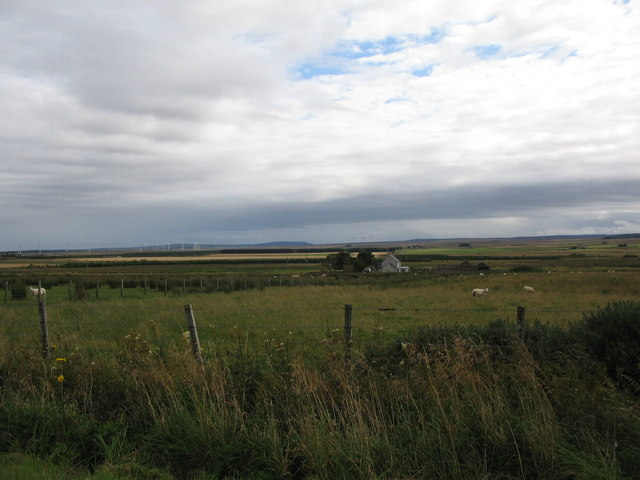
Lugar de la batalla de Harpsdale

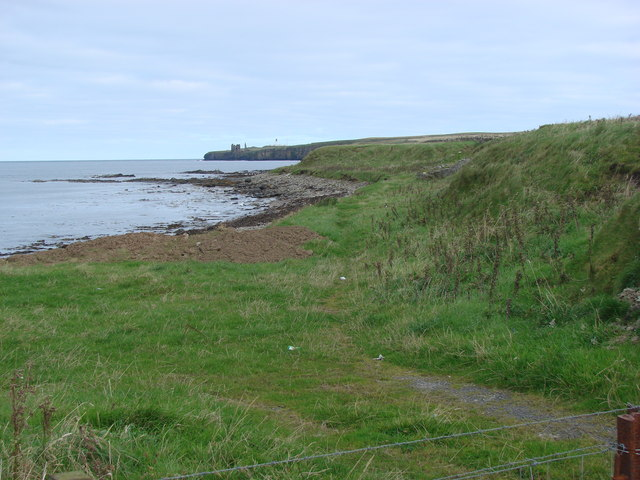
St Tears entre Ackergill Tower y Girnigoe Castle. Lugar de la Batalla de los Campeones

se unió con Dinamarca hasta la Unión de Kalmar en 1391.

### Orígenes registrados
El primer 'jefe' del Clan Gunn que apareció definitivamente en los registros históricos fue George Gunn, que fue el crouner o forense de Caithness durante el siglo XV. El último patronímico celta de los jefes de Gunn pudo haber sido MacSheumais Chataich, sin embargo, George Gunn era ampliamente conocido como Am Braisdeach Mor, que significa el gran portador de broches. Esto se debió a la insignia que usó como forense. Se dice que George mantuvo la corte en su castillo de Clyth con tal esplendor que rivalizaba con cualquier jefe de los Highlands.

### ElsigloXVy los conflictos de clanes
La batalla de Harpsdale se libró en 1426 y en ella el Clan Gunn luchó en una batalla inconclusa con el Clan Mackay.

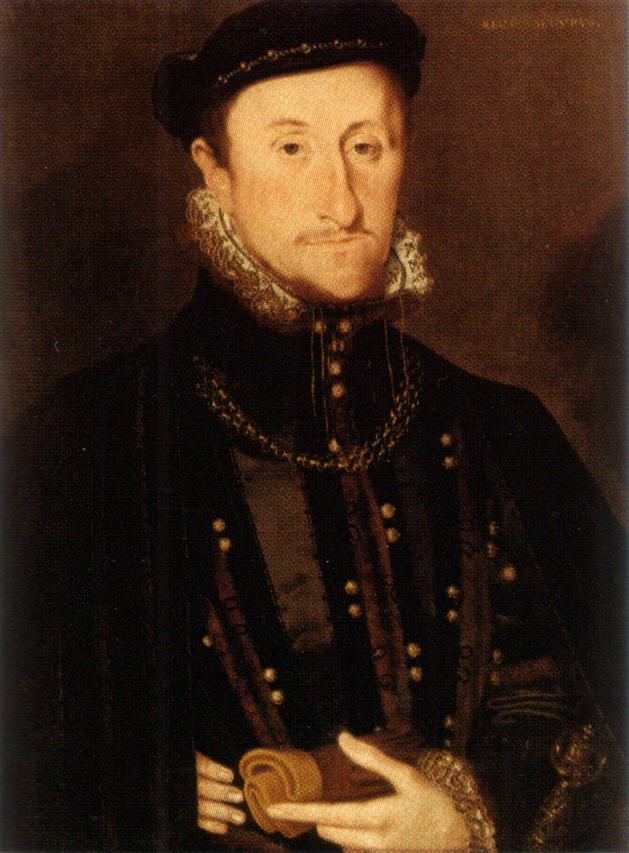
James Stewart, Earl of Moray

Los enemigos tradicionales de Gunn eran el Clan Keith, que desde su castillo de Ackergill desafió a los jefes de Gunn tanto por sus necesidades políticas como por su territorio. En una de estas disputas se afirmó que Dugald Keith codiciaba a Helen, hija de Gunn de Braemor. La niña se resistió a los avances de Keith pero este, al enterarse de que se casaría con otro hombre, rodeó la casa de su padre, mató a muchos de los habitantes y llevó a la niña al castillo de Ackergill, donde se arrojó desde la torre, en lugar de someterse a su secuestrador. Los Gunns respondieron e invadieron repetidamente el territorio de Keith; sin embargo, sufrieron una derrota en 1438 o 1464 en la Batalla de Tannach.
Ambas partes que habían sufrido pérdidas considerables acordaron reunirse y resolver sus diferencias en lo que se conoce como la Batalla de los Campeones, donde cada lado debía traer doce caballos. Sin embargo, los Keith llegaron con dos guerreros en cada caballo y masacraron a Gunns en inferioridad numérica. Esto a su vez fue vengado por el hijo que le quedaba al jefe, James, que mató a Keith de Ackergill y su hijo en Drummoy. Lex Gunn también está relacionado con el rey Jacobo IV.

### Conflictos del clan en elsigloXVI
En 1517, el Clan Gunn apoyó al Clan Sutherland en la derrota del Clan Mackay en la Batalla de Torran Dubh.
Alistair Gunn, hijo de John Robson Gunn, se había convertido en un hombre con mucha influencia y poder en el Norte. Se había casado con la hija de John Gordon, 11 ° conde de Sutherland y por esta razón "se sintió con derecho a mantener la cabeza en alto entre los mejores de Escocia". Su orgullo, o tal vez su lealtad al conde de Sutherland, lo llevaron a la ruina cuando, en 1562, dirigió el séquito de Gordon y se encontró con James Stewart, primer conde de Moray y sus seguidores en la calle principal de Aberdeen. El conde de Moray era el hermanastro bastardo de María, la reina de Escocia, así como el yerno de William Keith, cuarto conde Mariscal, jefe del clan Keith. Era costumbre en ese momento cederle las vías al personaje de mayor rango, y al negarse a ceder el centro de la calle a Stewart y su séquito, Alistair insultó públicamente al conde. Stewart poco después lo hizo perseguir en un lugar llamado Delvines, cerca de Nairn. Allí fue capturado y llevado a Inverness, y luego de un juicio simulado, fue ejecutado.

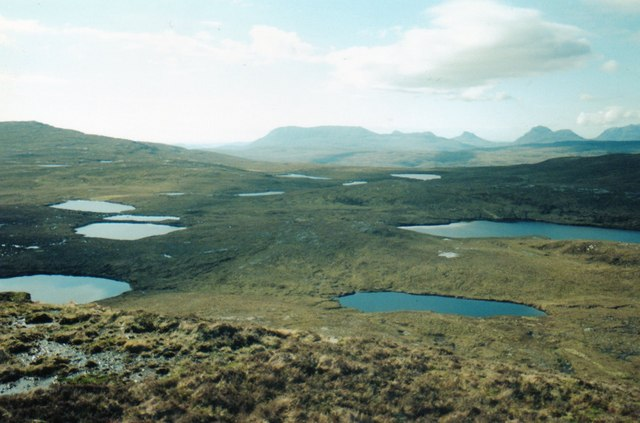
Lugar de la Batalla de Leckmelm

A fines del siglo XVI, los gunns participaron en una serie de enfrentamientos contra el conde de Sutherland y el conde de Caithness. En 1586 en la Batalla de Allt Camhna, el Clan Gunn salió victorioso, pero poco después fueron derrotados por una fuerza masiva en la Batalla de Leckmelm.

### ElsigloXVIIy la Guerra Civil
Durante el siglo XVII el Clan Gunn fortaleció sus vínculos con el Clan Mackay cuando Gunn de Killearnan se casó con Mary Mackay, hermana de Lord Reay, jefe del Clan Mackay. El siguiente jefe Gunn se casó con la hija de Lord Reay.
Otra rama del clan, los Gunns de Bramore, que descienden de Robert, un hijo menor de Am Braisdeach Mor, eran generalmente conocidos como los Robson Gunns. Sir William Gunn, hermano del jefe Robson, a pesar de ser católico sirvió en el ejército del rey protestante de Suecia, al mando de un batallón. Más tarde luchó por Carlos I y recibió el título de caballero en 1639. Más tarde regresó al continente donde sirvió al Sacro Imperio Romano y se casó con una baronesa alemana. Fue ascendido a general imperial y nombrado barón del Sacro Imperio Romano en 1649.

### Levantamientos jacobitas delsigloXVIII
Los Gunn no apoyaron a los Estuardo y lucharon por el gobierno británico durante el levantamiento jacobita de 1745. Alexander Gunn, jefe del Clan Gunn, era Capitán de una Compañía Independiente de las Tierras Altas que luchaba por el Gobierno británico.

## Jefatura actual
El 25 de septiembre de 2015, el Lord Lyon King of Arms for Scotland emitió una interlocutoria que reconoce a Iain Alexander Gunn de Banniskirk como Jefe del Clan Gunn. Ahora es Iain Alexander Gunn de Gunn, Jefe del Clan Gunn. En una Convención Familiar, celebrada en Orkney el 18 de julio de 2015, se aprobó una petición al Tribunal de Lyon solicitando este reconocimiento y se envió a Lyon para que actuara. Por primera vez en 230 años, el Clan tiene un Jefe reconocido. Iain previamente se desempeñó como Comandante del Clan Gunn durante más de cuarenta y tres años.

### Comandantes
Iain Alexander Gunn de Banniskirk fue nombrado segundo comandante del clan Gunn, por encargo de Lord Lyon el 9 de junio de 1972. Fue secretario de la Clan Gunn UK Society en su establecimiento en 1961. El primer comandante fue su tío, William Gunn de Banniskirk, que ostentó el título en 1967-1968.

## Castillos[13]

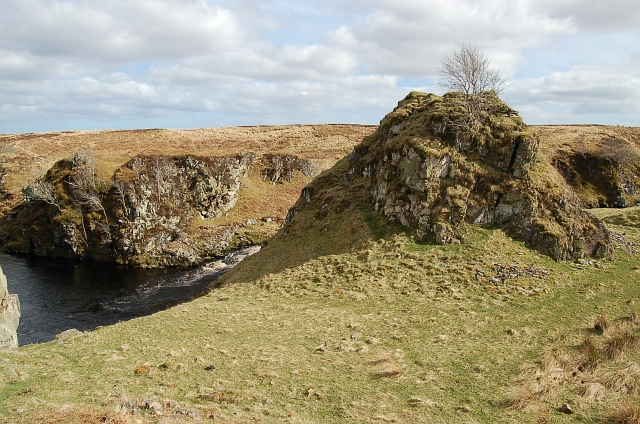
Los restos del Castillo de Dirlot

- El castillo de Gunn también conocido como Clyth Castle estaba situado en una roca sobre el mar, a ocho millas al sudoeste de Wick, Caithness. Alguna vez fue un castillo espléndido y fuerte, pero prácticamente no queda nada. La fortaleza fue retenida por los Gunns durante su enemistad con el Clan Keith.
- Dirlot Castle cerca de Watten, Caithness fue originalmente ocupado por los Cheynes, pero pasó a los Gunns en el siglo XV. Sin embargo, más tarde fue al Clan Sutherland y luego al Clan Mackay.
- El Castillo de Halberry cerca de Wick, Caithness, estaba en poder de los Gunns, pero ahora solo quedan algunos restos junto al mar.
- El castillo de Latheron cerca de Dunbeath, Caithness fue retenido por los Gunn, pero pasó al Clan Sinclair en el siglo XVII y solo quedan pocos restos del castillo. La casa de Latheron data del siglo XVIII.
- Kinbrace, fue el sitio de un castillo que alguna vez tuvieron los Gunns, aunque la ubicación no es segura.

## Tartán
El tartán de Gunn se encuentra en colores 'degradados', 'antiguos' y 'apagados', el fondo es verde botella, con cuadros grises de tonalidad marrón en gradaciones oscuras. En contraste tiene un cuadro de línea delgada en rojo vivo. Es uno de los tartanes más elegantes de Escocia.